# Liste der Monuments historiques in Voujeaucourt
Die Liste der Monuments historiques in Voujeaucourt führt die Monuments historiques in der französischen Gemeinde Voujeaucourt auf.

## Liste der Immobilien
| Bezeichnung        | Beschreibung                                                                                      | Standort             | Kennzeichnung | Schutzstatus | Datum | Bild           |
| ------------------ | ------------------------------------------------------------------------------------------------- | -------------------- | ------------- | ------------ | ----- | -------------- |
| Lutherische Kirche | 1832/33 erbaut, Architekt Pierre Frédéric Morel-Macler, Turmaufsatz von 1863; mit der Ausstattung | Rue du Temple (Lage) | PA25000083    | Inscrit      | 2014  | weitere Bilder |